# Girsbergtunnel
Der Girsbergtunnel ist ein 1770 Meter langer, zweiröhriger Strassentunnel der Autobahn A7 in der Schweiz. Er verbindet die Anschlussstellen Kreuzlingen Nord und Kreuzlingen Süd miteinander und unterführt teilweise das Stadtgebiet von Kreuzlingen. Der Tunnel ist Teil des letzten, am 8. September 1998 begonnenen und 4,5 Kilometer langen fehlenden Teilstücks bis zur B 33 des deutschen Strassennetzes in Konstanz. Der Girsbergtunnel ist mit Abstand das längste Tunnelbauwerk auf der A7.

## Geschichte
Der Schweizer Bundesrat übertrug Anfang der 1980er-Jahre Walter Biel die Aufgabe, sechs umstrittene Nationalstrassenstrecken zu prüfen. Die 21-köpfige Kommission sah im Ausbau der N7 (Müllheim-Kreuzlingen) nicht die Nationalstrasse an sich, sondern die dadurch resultierenden unhaltbaren Verkehrsverhältnisse in Kreuzlingen. Um die Stadt vom Verkehr zu entlasten, gab das Gremium daher nicht nur die Empfehlung, die Trassenführung anzupassen, sondern den Verkehr durch einen Tunnel zu leiten und auf einen ursprünglich vorgesehenen Rastplatz zu verzichten. Der Name Girsbergtunnel stand damals bereits fest.
Nach der Konzeptphase 1999 erfolgte die Bauausführung von 1999 bis 2002. Eine Freigabe für den öffentlichen Verkehr erfolgte am 22. November 2002. Im Jahr 2007 ergänzte man die Tunnelanlage durch ein System für eine automatische Ableitung und 2011 eine Brandmeldeanlage mit der Anzeige von Brand-Betriebszuständen.

## Beschreibung
Der 1770 Meter lange Girsbergtunnel überwindet dem Nordportal bei der Unterseestrasse und dem Südportal auf dem Seerücken einen Höhenunterschied von 84 Metern. Er weist im Maximum ein Längsgefälle von 5,5 % auf. Die Untertagbaustrecke von rund 1300 Metern besteht aus zwei Doppelspurröhren und einer 470 Meter langen Tagbaustrecke, das ein Zwillingsgewölbe ausweist. Die Untertagbaustrecke liegt geologisch hauptsächlich in der oberen Süsswassermolasse, die aus Sandstein, Mergel und Kalk besteht. Die Tunnelstrecke wurde von Süden nach Norden fallend vorgetrieben.
Im Querschnitt haben die Tunnelröhren eine Fläche von 98 Quadratmeter, der Ausbruch betrug 220'000 Kubikmeter. Die Röhren bestehen aus 50'000 Kubikmeter Beton und 30'000 Kubikmeter Spritzbeton.